# Потерпевшие кораблекрушение (фильм, 1990)
«Потерпевшие кораблекрушение» (норв. Håkon Håkonsen, англ. Shipwrecked — кинофильм режиссёра Нильса Гаупа, экранизация книги Олуфа Фальк-Иттера «Хокон Хоконсен: норвежский Робинзон» (норв. Håkon Håkonsen: En Norsk Robinson).

## Сюжет
1859 год. Фильм начинается с того, что в Англии корабельный штурман Хаксвел идет ночью через причалы и встречает пирата Мэрика, которого все считают давно умершим. Мэрик говорит ему, что хочет прикинуться штурманом, после чего вместе с сообщником забирают его униформу и судовые бумаги. Затем Мэрик метким выстрелом убивает Хаксвела.
1859 год. Норвегия. Хокон Хоконсен — подросток, ожидает возвращения из плавания своего отца-моряка, которого все считают погибшим. Его надежды сбылись, отец вернулся, но в море он серьёзно повредил ногу и больше не может плавать. На ферме лежит огромный долг и её должны продать, но Хокон решает взять долги отца на себя и становится юнгой на судне, под командованием старика-капитана, давнего друга его отца. Йенс, друг семьи и член команды корабля, становится «старшим братом» во время путешествия. Перед отплытием отец даёт Хокону кортик и говорит, что это амулет, много раз спасавший его в море. В начале матросы смеются над юнгой, но, видя его искреннее желание быть полезным, полюбили его.
Во время стоянки в Англии на корабль был нанят новый штурман, которым оказался Мэрик. Однажды, спустившись в трюм, Хокон случайно находит там ящик с мушкетами. Его замечает Мэрик и говорит, что у моряков есть свои тайны. Юнга хочет на следующий день рассказать об этом капитану, но в ту же ночь капитан был отравлен Мэриком. После его смерти Мэрик был провозглашен новым командующим на судне. Во время стоянки в Австралии на корабль была нанята новая команда. Товарищи Хокона оказались в меньшинстве. Одновременно с этим на борт пробралась девочка-сирота Мэри. Хокон укрывает её в трюме, и говорит об этом только Йенсу. Мэрик узнаёт об этом и хочет наказать Йенса плетью, но Хокон сознается и в содеянном. Мэрик приказывает Йенсу высечь юнгу, но в этот момент корабль налетает на скалы. Хокон и Йенс спасают Мэри, и Мэрик бросает их на судне.
Хокон спасается, но оказывается на необитаемом острове. Долгое время живя на острове, он случайно находит пещеру с ловушками; обойдя их, он обнаруживает сундуки с драгоценностями и оружием. Рассматривая вещи, он находит отрывок газеты с фотографией Мэрика — «пирата южных морей». Поняв, что пираты вернутся на остров, Хокон устраивает на нём сложные ловушки. Случайно увидев вдали другой остров, он делает лодку и отправляется не него. Среди аборигенов он находит также спасшихся Йенса и Мэри. Вместе они возвращаются на остров.
Вскоре на него приплывает Мэрик с новым кораблём и командой пиратов. Хокон, Йенс и Мэри узнают, что их товарищи заперты в трюме. Мэрик приходит на остров, но ловушки Хокона оказываются неисправными и не срабатывают. Мэрик обнаруживает пропажу сокровищ и приходит в ярость. Тем времен Хокон даёт Мэри пистолет (девочка умеет с ним обращаться), и та плывет на корабль и освобождает моряков. Йенс и Хокон убегают от пиратов, и в конце концов Мэрик загоняет их, но сам попадает в ловушку Хокона. Они спасают оставшихся на берегу матросов и плывут на корабль. Пираты гонятся за ними, но Мэри метким выстрелом из пушки разбивает их лодку. Моряки возвращаются в Норвегию, где Хокон возвращает долг отца из сокровищ Мэрика и тем самым выкупает семейную ферму.

## В ролях
- Стиан Сместад — Хокон Хоконсен
- Гэбриэл Бирн — лейтенант Джон Меррик
- Луиза Милвуд-Хэйг — Мэри
- Тронд Петер Штамсе Мюнх — Йенс
- Бьорн Сундквист — отец Хокона
- Ева фон Ханно — мать Хокона
- Кьелль Стормоен — капитан